# Henri Huchard
Pour les articles homonymes, voir Huchard.
Henri Huchard, né le 4 avril 1844 à Auxon (Aube) et mort le 11 décembre 1910 à Clamart (Hauts-de-Seine), est un neurologiste et cardiologue français.

## Biographie
Henri Huchard a étudié la médecine à l'Université de Paris. Il fut ensuite nommé médecin des Hôpitaux de Paris.
Au cours de sa carrière, il a été travaillé à l'hôpital Bichat et à l'hôpital Necker à Paris. A l'hôpital Necker, son enseignement était très suivi.
Il est élu membre de l'Académie de médecine pour la section de thérapeutique le 8 décembre 1896.
Henri Huchard fut un spécialiste dans l'étude des maladies cardio-vasculaires, notamment dans sa recherche de l'artériosclérose. Son nom est donné à la "maladie de Huchard" dite "précordialgie de Huchard", appelé également "signe de Huchard" ou "symptôme de Huchard", qui est la manifestation de l'hypertension artérielle (pulsation du pouls) que le patient soit debout ou allongé. Elle est désignée ainsi en raison de sa découverte par le cardiologue français Henri Huchard.
Le service de cardiologie de l'hôpital Bichat est situé rue Henri-Huchard en son honneur. Un square (Square Henri-Huchard) porte également son nom à Paris.
Il fut ordonné chevalier de la Légion d'honneur en 1872 après les états de services suivants:
État des services de M. Frédéric, Eugène, Virgile (dit Henri) Huchard, docteur en médecine, nommé Chevalier de la légion d'honneur le 3 octobre 1872, ancien interne des hôpitaux de Paris, lauréat de la faculté de médecine, membre et lauréat de la société médicale d'observations, membre correspondant de la société anatomique, membre et secrétaire de la société médicale du Louvre.
Huit années de services dans les hôpitaux de Paris (1864-1872) dont cinq années comme Interne des hôpitaux et trois années comme Externe.
Deux années de services pendant toute l'épidémie variolique (1870 et 1871) tant à l'hôpital Lariboisière qu'au  Poste-Caserne de Saint-Ouen où M. Huchard fut chargé d'un service spécial de varioleux.
Pendant les deux sièges de Paris, tout en soignant les varioleux dont le nombre doit être évalué à plus de 2900, M. Huchard a donné des soins aux blessés tant à l'ambulance des Magasins réunis établie pendant le second siège qu'à l'hôpital Lariboisière où il a couru de grands dangers de mort au milieu de ses malades (union médicale, mai 1871).
En l'année 1869, alors qu'il régnait un grand nombre d'ophtalmies purulentes des nouveau-nés à l'Hospice des Enfants-Assistés, M. Huchard fut atteint, en donnant cours sur les soins aux petits malades, de cette affection éminemment contagieuse qui pendant huit mois mit sa vue en danger et qui compromit par les suites gravement son avenir. (...)
Il est fait officier de la Légion d'honneur en 1903. À cette occasion, le sculpteur Alfred Boucher réalise une médaille.

## Distinctions
- Officier de la Légion d'honneur (1903)

## Travaux
- 1871 : La myocardite varioleuse ;
- 1883 : Traité clinique des névroses ;
- 1889 : Traité des maladies du cœur et des vaisseaux ;
- 1901 : Consultations médicales ;
- 1908 : Les maladies du cœur et Leur Traitement.
- De l'emploi de l'éponge préparée dans les maladies utérines (mémoire qui a obtenu le prix Louis à la société médicale d'observation)
- Des complications cardiaques dans la variole et notamment la myocardite varioleuse par M.M. Desnos et Huchard. (mémoire couronné par la faculté de médecine de Paris; prix Chateauvillard de 2000 francs)
- Étude sur les causes de la mort dans la variole
- Contributions à l'étude de la dysménorrhée membraneuse par M.M. Huchard et Labadie-Lagrarie

## Honneurs
Il existe depuis 1939 une rue Henri-Huchard dans le 18e arrondissement de Paris, au voisinage de l’hôpital Bichat. Le square de la Rue-Henri-Huchard est à proximité.